# Trupanea celaenoptera
Trupanea celaenoptera är en tvåvingeart som beskrevs av Hardy 1980. Trupanea celaenoptera ingår i släktet Trupanea och familjen borrflugor. Inga underarter finns listade i Catalogue of Life.